# Relațiile dintre România și Statele Unite ale Americii

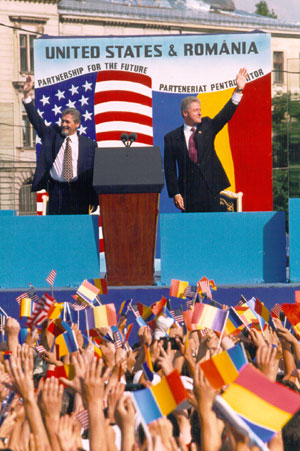
Emil Constantinescu și Bill Clinton în 1997

Relațiile româno-americane sunt relațiile externe dintre România și Statele Unite ale Americii.
După Tratatul de la Berlin din 1878, în 1881, an în care România s-a proclamat regat, Statele Unite au recunoscut independența României și au semnat o convenție consulară cu acest stat. Primul ambasador american în România a fost Eugene Schuyler, care fusese numit atașat cu afaceri al SUA la București în anul anterior și care înainte activase ca diplomat în Imperiul Rus și avusese un rol important în expunerea atrocităților otomane din Bulgaria, care au constituit motiv de declanșare a Războiului Ruso-Turc din 1877–1878.
Pe 12 decembrie 1941, la insistentele Germaniei și Italiei, România declara război Americii. Mareșalul Ion Antonescu spune în taină ziariștilor români cu acest prilej: ”Eu sunt aliatul Reich-ului împotriva Rusiei, dar sunt neutru între Marea Britanie și Germania. Sunt pentru americani contra japonezilor”. Atare sentimente personale nu aveau cum să fie transpuse în practică. Pe 2 iunie 1942 președintele Franklin D. Roosevelt înaintează Congresului declarația de război a SUA contra României. Pe 3 iunie ea este adoptată de Camera Reprezentanților cu un scor de 361 la zero, iar pe 4 iunie Senatul aprobă și el documentul cu un scor de 73 la zero. Pe 5 iunie 1942 Roosevelt semnează documentul final iar starea de război între România și SUA intră în vigoare.
Președintele Richard Nixon a vizitat România în august 1969, iar președintele României, Nicolae Ceaușescu, a vizitat Statele Unite, întâlnindu-se la 12 aprilie 1978, cu președintele american Jimmy Carter.